# Alep
 Ovo je glavno značenje pojma Alep. Za druga značenja pogledajte Alep (razdvojba).
Alep ((arap.) حلب, Ḥalab) je grad u sjevernoj Siriji i sjedište pokrajine Alep, najnaseljenije u Siriji. Grad ima preko 2 milijuna stanovnika, što ga čini najvećim gradom u Siriji, ispred Damaska. Alep je jedan od najstarijih nastanjenih gradova u povijesti, a u prošlosti je bio poznat pod nazivima Khalpe, Khalibon, a Stari Grci su ga zvali Beroea (Veroea), Turci Halep, dok je u doba Francuskog mandata bio poznat kao Alep. 
Nalazi se na strateškoj trgovačkoj točki između mora i Eufrata; izvorno se nalazio na nekoliko brežuljaka u velikoj plodnoj dolini rijeke Quweiq (قويق). Provincija Alep ima 16.000 km² površine i oko 3,7 milijuna stanovnika.  
Danas je Alep jedno od glavnih kulturnih i vjerskih središta Levanta, a njegovo drevno središte je upisano na UNESCO-ov popis mjesta svjetske baštine u Aziji i Oceaniji još 1986. godine. God. 2006. izabran je za arapski glavni grad kulture.

## Povijest
Za Alep se tvrdi da je najstariji u kontinuitetu nastanjeni grad svijeta, iako se slično misli i za Damask. Iskapanja kod Tel Karamela (25 km sjeverno od središta grada) su dokazala da je ovo područje bilo naseljeno još u 11 tisućljeću prije Krista, što ga čini najstarijim naseljem na svijetu (dvije tisuće godina starije od Jerihona). Također, naselja južno od Alepa, Tel as-Sauda i Tel al-Ansari, su bila naseljena još u kasnom 3 tisućljeću pr. Kr. To je vrijeme kada se prvi put spominje i Alep kao trgovačko i vojno središte, na klinastom pismu u glinenim pločicama iz mezopotamske Eble Taj kontinuitet naseljenosti se dogodio vjerojatno zbog strateškog položaja Alepa na trgovačkom putu između Sredozemlja i Mezopotamije.
Grad je dugo zadržao gospodarsku važnost kao posljednji grad na Putu svile koji je ovdje završavao nakon dionice kroz središnju Aziju i Mezopotamiju.
Tijekom osmanske vladavine Alep je bio treći grad po veličini, iza Istanbula i Kaira. God. 1869., otvorenjem Sueskog kanala, trgovina je skrenuta s putova prema Alepu i započelo je njegovo propadanje. Nakon propasti Osmanskog carstva, krajem Prvog svjetskog rata, Alep je izgubio svoju glavnu prometnicu, sjevernu željezničku prugu koja ga je spajala s Mosulom, koja je pripala Turskoj. 1940-ih izgubio je i vezu s morem kada su Antiohija i Aleksandreta pripale također Turskoj. Naposljetku je izolacija Sirije posljednjih desetljeća još pogoršala situaciju u gradu, iako je to razlog za dobro sačuvan Stari grad. U neovisnoj Siriji Alep doživljava svojevrsni preporod i bilježi se napredak u svakom području, od kulture do gospodarstva i turizma.
God. 1986. Alep je upisan na UNESCO-ov popis mjesta svjetske baštine u Aziji, a od 1999. god. gradske vlasti su u suradnji s inozemnim agencijama, započele provoditi obnovu i revitalizaciju Starog grada. No, zbog ratnih sukoba, 20. lipnja 2013. god. UNESCO je odlučio staviti svih šest mjesta svjetske baštine u Siriji na popis mjesta svjetske baštine u opasnosti.

## Znamenitosti
Usprkos fizičkoj blizini Damaska, Alep ima osobit identitet, arhitekturu i kulturu, koji su oblikovani njegovom bogatom poviješću i geografskim položajem. Kako je Alep građen tijekom valdavine mnogih kultura i naroda, često pod opsadom, svaki narod je u gradu gradio društvene i gospodarski odvojene četvrti koje imaju svoje vjerske i etničke odlike.
Stari grad je odvojen od novijeg kružnim zidinama dugim 5 km, s devetora vrata. On pokriva područje od 3.5 km² i danas u njemu živi oko 120.000 stanovnika. U središtu dominira velika srednjovjekovna utvrda, Alepska citadela, koja je izgrađena na mjestu negdašnje akropole i izdiže se 50 m iznad grada. Iako ima dijelova iz 1. tisućljeća pr. Kr., većinom je iz 13. stoljeća. 
Nur ad-Dinova Medresa Halauije iz 1124. godine izgrađena je na mjestu bizantske Katedrale sv. Helene iz 6. stoljeća.
Kulturni centar Al-Šibani iz 12. stoljeća je danas mjesto franjevačke crkve i škole.
Velika alepska džamija  (Jāmi‘ Bani Omayya al-Kabīr) započeta je 715. godine za vrijeme vladavine omejidskih kalifa Velida I. i Sulejmana, a dovršena je tek od 1158. god. za Nur ad-Dina, i obnovljena je nakon mogolskog pustošenja 1260. godine. Džamijom dominira 45 metara visok toranj koji je izgrađen od 1090. – 92., za vrijeme seldžučkog sultana Tutuša I. i smatra se najznačajnijim srednjovjekovnim spomenikom u Siriji. U džamiji se nalazi i grobnica Zaharije, oca Ivana Krstitelja.
Četvrt Dždeida, sjeverozapadno od starog grada, je jedna od najboljih primjera neovisne četvrti u Alepu. Izgradili su je kršćanski stanovnici koji su se iselili iz grada nakon što su ga je uništila vojska Timura Velikog (1420.). Stanovnici četvrti Dždeida su većinom bili posrednici u trgovini između stranaca s trgovcima iz Alepa.
Sokak Medina je najduža natkrivena tržnica (sokak) na svijetu (13 km), a u njoj se trgovalo luksuznom robom poput svile iz Irana, začina i pigmenata iz Indije i kave iz Damaska. Pored nje u Alepu su se nalazile i brojni drugi sokaci (više od 20) koji su ime dobivali prema robi koja se tu trgovala, ili prema zanatima koji su se u njima nalazili, te mnogi karavan-saraji. Većinom potječu iz 14. stoljeća kada je Alep bio trgovačko središte trgovaca iz Levanta, Europe, Mezopotamije, Egipta, pa čak i Kine. 
- Ostaci maronitske bazilike
- Alepska citadela
- Toranj Velike alepske džamije
- Gradska vrata Kinasrin iz 1256. god.
- Model Sokaka Medina
- Sokak al-Šouneh
- Škola i crkva Al-Šibani
- Karantena Bimaristan Argun iz 1354. god.
- Osmanska džamija Kusruvija
- Sat-toranj ispred vrata Al-Faradž
- Toranj armenske Katedrale četrdeset svetaca

### Sportski objekti
- Mađunarodni stadion u Alepu

## Gradovi prijatelji
Alep ima ugovore o partnerstvu sa sljedećim gradovima:
- Brest, Bjelorusija
- Gaziantep, Turska
- Izmir, Turska
- Lyon, Francuska

## Vanjske poveznice
- Lynn Simarski, 'The lure of Aleppo" history and architecture (engl.)
- Armenci u Alepu
- Sveučilište u Alepu
- Fotografije